# 翁長大輔
翁長大輔（おなが だいすけ、1987年1月4日 - ）は日本の俳優、スーツアクター。本名同じ。愛称は大ちゃん。

沖縄県那覇市出身。

株式会社ネクストヒーローズ沖縄 代表取締役 俳優 アクション監督 プロデューサー

沖縄県内を中心に活動している。代表作は琉神マブヤーシリーズのカナイ役と、安全+第一 大知マンの大知建広役。

新型コロナウイルスの影響で外出自粛をしている子どもたちを応援するため、著作関係などの垣根を越えた沖縄発の4大ヒーローが一堂に会する一大プロジェクト「オキナワンヒーローズプロジェクト」発起人。

祖母は沖縄県功労者賞受賞者の翁長安子。

身長168cm、スリーサイズ100-103-108cm、靴のサイズ26.5cm。（2022年7月16日現在）

## 略歴
高校在学中に東映エージェンシー・ヒーローアクションクラブに所属。
以降、ヒーロー系のアクションショーに多数出演。同時に数々のイベントディレクター・アシスタント業務を経験。その後フリーに転向し、マブヤー企画と専属契約。2009年主人公のカナイ役、琉神マブヤー役に抜擢。以降8年間マブヤー役を演じる。

2009年8月30日にコンベンションセンター劇場棟にて行われたショーで初めて琉神マブヤーを演じ、同年に放送された『琉神マブヤー外伝 SO!ウチナー』でも琉神マブヤーを演じる。2010年に放送された『琉神マブヤー2』ではスーツアクターだけでなく主人公のカナイ役も務め、その後のシリーズでもカナイを演じている。『琉神マブヤーTHE MOVIE 七つのマブイ』でも、古代の琉球でマブヤーに変身する青年の役で出演した。

沖縄県内・県外各種番組、イベントショーは通算1200ステージに出演。

マブヤーとしての活動の傍ら子どもたちに恩返しをしたいと仲間を集めて2011年12月に「NEXT HEROS」を設立。

キッズアクションスクール・大人アクロバット教室等を運営。

現在では講師8人生徒200人以上のスクールの主宰を務め、『闘牛戦士ワイドー』のヒーローショーの運営も手がけている。

活動はヒーローだけにとどまらず、県内のアクション関連の映像業務・スタント等を一挙に引き受けている。

イベントのプロデュース・TV・CM・映画などで出演、監督、プロデュースなどのマルチに活動中。

2017年に放送された『闘牛戦士ワイドー』ではアクション監督を務め、次回作の『闘牛戦士ワイドー2』では番組の総合プロデューサーに抜擢。

2018年より株式会社大知建設の広告用キャラクターを実写化した「大知マン」を翁長が演じ、その後大知建設の代表と翁長が「ドラマ化したらどうか」と話したことがきっかけとなり、「安全+第一 大知マン」として2020年に正式にドラマ化。

2019年4月25日に事業拡大に伴い「NEXT HEROS」を法人化。「株式会社ネクストヒーローズ沖縄」となる。
沖縄のアクション市場の発展と沖縄エンターテイメントの発展に向け精力的に活動を続けている。

2020年5月5日に新型コロナウイルスで元気のない沖縄・全国のファンのために沖縄のヒーロー達が一つになり立ち上がり、ステイホームを応援するためのプロジェクト「オキナワンヒーローズ」の記者会見を行い、ホームページを立ち上げた。その後2022年4月にテレビドラマを放送。

2020年8月に沖縄に訪れた株式会社悪の秘密結社の広砲部 部長シャベリーマンと福岡県北九州市のローカルヒーローキタキュウマンにツイキャスを勧められ、以来「安全+第一 大知マン」のアカウントでほぼ毎日配信を行う。内容はInstagramでも配信していた料理や、音声のみのラジオ配信など。自身が手掛ける作品の告知などはツイキャスが最速であることが多い。

オキナワンヒーローズの撮影期間中は出演者だけでなく、安全+第一 大知マンの脚本を手掛けた川端匠志、闘牛戦士ワイドーの脚本を手掛けたたかひろやなどもゲスト出演した。

2022年4月1日から末吉功治、知念臣悟らと「リミテッドカンパニー」として一年間限定でアイドルとして活動。毎週土曜日21時から定期配信した。翁長のメンバーカラーは赤。

2023年7月、ドラマとお化け屋敷を連動させた沖縄ホラープロジェクト『疫（えやみ）〜ナヒヤサマの呪い〜』を始動。7月1日から「朝ホラー」と称して毎週土曜の午前中に全5話の連続ドラマ放送開始、同月15日から9月3日までイオンモール沖縄ライカムにて恐怖度選択型お化け屋敷がオープン。

2023年9月22日から毎週金曜に「大知マンちゃんねる」にて、中割力也役の比嘉恭平とともに定期配信を開始した。
2023年9月24日、沖縄のエンターテインメント界で活躍するミュージシャンやお笑い芸人ら8人が出場する「沖縄麻雀（マージャン）エンタメカップ～ジュンク堂杯」をジュンク堂書店那覇店で開催。
漢那邦洋が20年前からやりたいと願っていた企画であり、同じく麻雀の大会を考えていた翁長が同調し、開催に至った。培われた配信技術を駆使し、カメラ11台を投入してYouTubeにてリアルタイム配信も行う。しかし公式YouTubeアカウントでは生配信が出来なかった為、急遽リミカンのアカウントで配信した。翁長は運営で試合開始ギリギリまで調整した後、選手としても参加。1位とは0.6ポイント差で2 位となった。
2025年2月沖縄県内のタレントの登録・紹介に特化したWEBサイト「キャスティング沖縄」を公開。同サイト内でエキストラも募集している。
2025年6月13日沖縄先行公開 7月25日全国公開 平一紘監督作品 映画「木の上の軍隊」のアクション監督を務める。

## 人物
沖縄そばが好物であり沖縄の食堂のそばをよく食べ歩いている。

特技はパントマイム、アゴに物を乗せること。アゴに物を乗せるパフォーマンスはチョンダラーズや映画『きたなかスケッチ』の劇中でも披露している。

料理のクオリティが非常に高く、特に寿司は振る舞われた者全員が驚くレベル。本人曰く「修行したこと無い人の中で一番うまい寿司を握る」。その姿を見た視聴者から「大将」と呼ばれる。

趣味の麻雀好きが高じて事務所内に全自動麻雀卓を設置。沖縄のエンタメ界からメンバーを集め「沖縄麻雀エンタメカップ」も開催した。
普通自動車免許、キネシオテーピングトレーナー、キャンプインインストラクターウェルネス・デザイナー、エアロビクスダンスインストラクター、アクアウォーキングインストラクター、アクアインストラクターなど、主にインストラクターの資格を多数所得している。

## 出演

### テレビドラマ
- 妖怪キング - タケシ役
- 琉神マブヤーシリーズ
  - 琉神マブヤー外伝 SO!ウチナー（2009年10月17日 - 2010年1月16日、琉球放送） - 琉神マブヤー 役
  - 琉神マブヤー2（2010年10月2日 - 12月25日、琉球放送） - カナイ / 琉神マブヤー 役
  - 琉神マブヤー3（2011年10月1日 - 12月24日、琉球放送） - カナイ / 琉神マブヤー 役
  - 琉神マブヤー1972レジェンド（2012年10月6日 - 12月29日、琉球放送） - カナイ[8] / 琉神マブヤー 役
  - 琉神マブヤー4（2013年10月5日 - 12月28日、琉球放送） - カナイ / 琉神マブヤー 役
  - 琉神マブヤー5（2015年10月4日 - 12月26日、琉球放送） - カナイ / 琉神マブヤー 役
  - 琉神ジュワラー（マレーシア版「琉神マブヤー」）[18]（2014年1月17日 - 7月11日、マレーシア地上波MEDIA PRIMA BERHAD系列） - マブヤー 役 / 県内撮影分アクション監督
  - 他作品への琉神マブヤーとしての特別出演
    - ファイヤーレオン 第23話（2013年12月14日、TOKYO MX）
    - 押忍!!ふんどし部! シーズン2 〜南海怒涛篇〜 第4話[19]（2014年1月24日、テレビ神奈川）
- 水曜ミステリー9・ホテルGメン 具志堅陽子の殺人推理2（2014年7月23日、テレビ東京） - 今宮慎一 役[20][21]
- 琉球ホラー オキナワノコワイハナシ2015「水屑」（2015年、琉球放送）- 声
- MIRAIGAR T1（タイ版「東北合神ミライガー」）（2016年、GMMTV） - カナイ 役 / アクション監督[22]
- 琉球歴史ドラマ「尚巴志」（2017年3月15日−3月29日RBC琉球放送） - 屋富祖大親 役[23] / アクションコーディネート
- 闘牛戦士ワイドー（2018年4月7日 - 6月9日、琉球放送） - アクション監督
  - 闘牛戦士ワイドー2（2019年7月6日 - 10月5日、琉球放送）[24] - アクション監督 / ワイドーファージャー 役
- ザ!世界仰天ニュース（日本テレビ）　再現VTR出演 - 救助するダイバー 役[25]
- 安全+第一 大知マン（2020年1月25日 - 3月28日、沖縄テレビ） - 大知建広 / 大知マン 役（声・スーツアクター）
  - 安全+第一 大知マン2（2021年10月23日 - 12月25日、沖縄テレビ） - 大知建広 / 大知マン 役（声・スーツアクター）
  - 安全+第一 大知マン3（2024年1月13日 - 、沖縄テレビ） - 大知建広 / 大知マン 役（声・スーツアクター）
- オキナワンヒーローズ（2022年4月27日 - 6月29日、沖縄テレビ） - 大知建広 / 大知マン 役（声・スーツアクター）
- ドゲンジャーズ ハイスクール（第3シーズン）  第6話（2022年4月3日 - 6月26日、九州朝日放送） - バーテンダー 役
- 沖縄セルラープレゼンツ 沖縄復帰50年特別企画「オキナワ強者列伝」第5回「スポーツの強者(チューバ―)具志堅用高SP」（2022年7月12日、沖縄テレビ） - 上原勝榮 役[26]
- 疫（えやみ）～ナヒヤサマの呪い～  第3話（2023年7月15日、沖縄テレビ） - 隆史の上司 役
- 琉球歴史ドラマ「阿麻和利」（2024年2月7日−2月21日RBC琉球放送）
- 続・疫（えやみ）～侵蝕～ （2024年、沖縄テレビ） - 翁長大輔 役

### 配信ドラマ
- ゲート・オン・ザ・ホライズン～GOTH～（2025年4月18日- 、FOD） - 港川人 役[27]

### 映画
- 鬼月 Ghost Month（2009年、日台合作） - グソーター 役 ／ アクションコーディネート
- 琉神マブヤーTHE MOVIE 七つのマブイ（2012年1月7日、アスミック・エース） - 古代の琉球で琉神マブヤーに変身する青年 役、スタント
- 税金サイボーグ・イトマン（2013年3月25日、よしもとクリエイティブ・エージェンシー） - 泰 役[28]
- キカイダー REBOOT（2014年、東映） - スタント
- やんばるキョキョキョ（2015年） - 金城 役[29]
- 神人〜kaminchu〜ザンの末裔（2016年） - アクションコーディネート
- 岸本司監督作品 きたなかスケッチ（2018年） - 荻堂荻之助 役[30]

### 舞台
- 第2回おきなわ新喜劇ツアー　空手フリムン一代（2015年） - 翁長大輔 役[31]
- 神谷浩史と小野大輔のDGS　EXPO2016　埼玉スーパーアリーナ公演 - サプライズゲスト　琉神マブヤー 役
- 2009～2017　琉神マブヤーショーイベント - 琉神マブヤー 役
- 2015～2017　沖縄国際映画祭メインステージパフォーマンス - チョンダラーズ
- 株式会社悪の秘密結社　大暴年会2023（2023年12月31日） - 大知マン 役
- 第5回KYE祭（2024年4月14日 あるあるCity） - 大知建広 / 沖縄のランドゼイラ / 大知マンヴァールハイト 役[32]
- 2022～2024GW　よみうりランド沖縄WEEK!! 琉神マブヤーショー - 琉神マブヤー 役
- KHK第1回公演 KHKDJ～DRAGON OF JUGGERNAUT〜（2024年9月7日、9月8日 うるマルシェ）[33]
- 株式会社悪の秘密結社　大暴年会2024（2024年12月31日） - 大知マン 役

### CM、その他
- 沖縄Wellスポーツ専門学校スポーツ科
- 5LDK（2009年7月23日 フジテレビ） - 琉神マブヤー 役[34]
- 全保連株式会社　断る篇（2017年） - 彼氏 役[35]
- 全保連株式会社　安心の証篇（2018年） - 宇宙人 役[36]
- やっぱりステーキ　テレビCM - チンピラ 役
- viviange「It's 天晴」MV[37]（2017年） - チンピラ 役
- 大知建設CM「大知マン」（2018年～） - 大知マン 役
- 沖縄ファミリーマートCM「フラチキ先輩」[38] - スーツアクター、スタント
- 自動車整備振興会CM　「実写版てんけん君」 - 闇の整備士 役
- 2009～2017　琉神マブヤースポンサー企業CM　40本以上出演もしくはナレーション
- ラジオ神谷浩史・小野大輔のDearGirl〜Stories〜253話（2012年2月11日、文化放送） - 琉神マブヤー 役[39]
- メガネ1番CM（2018年）[40] - チョンダラーズグリーン
- 誠シャッター沖縄CM（2019年）[41] - ゾンビに襲われる男 役 / クリエイティブディレクター
- 沖縄電力株式会社CM（2020年）[42]
- 怪人控室（2020年8月20日[43]、8月21日[44] ツイキャス） - シャベリーマンのツイキャスにゲスト出演
- 【PLAYERZ vol.13】TEAM SONIC RACING PLAYERZ LEAGUE 2020-2021 AREA3（2020年9月24日 沖縄テレビ）[45] - 大知マン 役
  - 【PLAYERZ vol.14】TEAM SONIC RACING PLAYERZ LEAGUE 2020-2021 AREA3（2020年10月1日 沖縄テレビ）[46] - 大知マン 役
- 根間ういのちゅーばーＴＶ！#09（2020年11月29日 沖縄テレビ）[47] - ゲスト
- かふうTV　こんな家に住みたい「株式会社大知建設」（2021年3月20日 琉球放送）[48] - 大知マン 役
- 株式会社サンシャインCM（2021年）[49]
- 東京バス車内アナウンス（2021年10月～）[50]  - 琉神マブヤー 役
- イトマンマン「あぁ、糸満」MV（2022年2月）[51] - 店長 役
- モーションキャプチャー（タイトル非公開） - 有名キャラクター多数　ゲームモーション、ネット配信アニメキャラクター、CR、アプリ等キャラクター出演　20タイトル以上
- GAMERA -Rebirth- (2023年9月7日配信 Netflix) - ジョー 役、他（モーションアクター）
- 沖縄麻雀（マージャン）エンタメカップ～ジュンク堂杯 （2023年9月24日）
- 2023日本ローカルヒーロー祭 10TH ANNIVERSARY （2023年11月18日 - 11月19日） - 大知マン（グリーティングヒーローとして参加）

## スタッフ参加
- 誠シャッター沖縄CM - クリエイティブディレクター
- 闘牛戦士ワイドーウコンCM（2020年）[52]  - 監督
- オリオンスペシャルX - ワイヤーアクションコーディネート
- ワイモバイル HY出演CM - トランポリン補助、アクションコーディネート
- はいたい七葉deモーレモーレ - ダンス監修、番組プロデューサー、楽曲制作統括
- 闘牛戦士ワイドーショー各種イベント - 脚本、総合プロデュース
- スリーエス合同会社TVCM - 制作プロデューサー
- エイカーズショー - 脚本、演出（2021年3月）
- 琉球トラウマナイトレジェンド2021（2021年、沖縄テレビ） - アクション監修
- 疫（えやみ）～ナヒヤサマの呪い～ （2023年7月1日 - 7月29日、沖縄テレビ） - プロデューサー
- シン・ドゲンジャーズ（第5シーズン）（2024年7月14日 - 、九州朝日放送） - 監督
- 平一紘監督作品 映画「木の上の軍隊」（2025年） - アクション監督
- リトルユニバースオキナワ（2025年） - キャスト育成スーパーバイザー